# 石井雅登
石井 雅登（いしい まさとう、1982年11月13日 - ）は日本の俳優、歌手、歌唱指導者。香川県出身。元劇団四季所属。

## 来歴
東京藝術大学音楽学部声楽学科卒業。在学中に小澤征爾音楽塾に参加し塾生代表(2003、2004)を務める。2004年に劇団四季入団オーディションに合格。『オペラ座の怪人』にて初舞台を踏む。その後、『アスペクツ・オブ・ラブ』、『間奏曲』にも出演。『ジョン万次郎の夢』ではタイトルロールを演じた。他の代表的な役柄に『夢から醒めた夢』のエンジェル役、『キャッツ』のスキンブルシャンクス役、『赤毛のアン』のギルバート・ブライス役など。
『ライオンキング』のシンバ役、『ウェストサイド物語』のトニー役等にもキャスティングされていたが、2008年11月に劇団四季を退団。
現在は株式会社アシストに所属。舞台、テレビ、コンサートを中心に活動する一方、指導者として後進の育成も積極的に行なっている。
2016年ファーストアルバム『お月さまへようこそ』をリリース。
2017年香川県文化新人賞受賞。

## 人物
- 香川県出身、地元愛が非常に強く、頻繁に帰省している。
- 香川音楽連盟永年会長石井瑠璃子の孫息子、母親も声楽家という家庭環境から幼少期よりヴァイオリン、トランペット、バレエ、柔道等の英才教育を受ける。三線、サックス、ギター、ベース、マンドリン等多くの楽器を演奏する。
- 小学生の頃より始めた釣りは腕前、知識共にアマチュアの域を大きく超える。
- 実家が喫茶店を営んでいたことでコーヒーとカレーについては熟知している。
- 酒はほぼ呑めず、「キットカット日本酒味」で泥酔したことがある。
- パソコン関連にはとても弱い。
- 中学時代はサッカー部に所属。
- 高松第一高等学校音楽科へ進学。合唱部に所属し副部長を務め全国大会へ三年連続出場する。
- 高校時時代は全四国音楽コンクール声楽の部優勝、香川ジュニアコンクール声楽の部金賞等多くの賞を受賞。
- 東京藝術大学声楽科バス科へ現役合格。四年生進級時にテノール科へ転科。
- 中学・高校の教員免許を持ち、後進の育成も積極的に行なっている。
- 東敦子、鈴木寛一に師事。石丸幹二、井上芳雄は鈴木門下の先輩にあたる。
- 愛車はシトロエンC4、愛馬はYAMAHA ドラッグスター。
- 上京以降、八回引越している。＊2024年時
- 2025年、キャリア20年にしてアダム・クーパーのバックダンサーを務める。

## 劇団四季での主な出演作品
- オペラ座の怪人（アンサンブル）
- アスペクツ・オブ・ラブ（アンサンブル）
- 間奏曲(時計屋)
- ジョン万次郎の夢（主演：万次郎）
- 夢から醒めた夢（エンジェル）
- キャッツ （スキンブル・シャンクス）
- 赤毛のアン（ギルバート・ブライス）
- むかしむかしゾウがきた（主演：太郎坊）

## 劇団四季退団後の出演作品
- ブロードウェイミュージカル「CURTAINS」 演出：ビル・バーンズ 出演：東山紀之、大和悠河、マルシア、鈴木綜馬、芋洗坂係長、大澄賢也、鳳蘭、他
- ブロードウェイミュージカル「SIDE SHOW」 演出：板垣恭一 出演：貴城けい、樹里咲穂、岡幸二郎、下村尊則、伊礼彼方、他
- ブロードウェイミュージカルライブ2010
- 東宝 ミュージカル キャンディード 演出：ジョン・ケアード 出演：井上芳雄、市村正親、新妻聖子、村井國夫、他
- JRトレインチャンネル「しぐさの心理学」
- ブロードウェイミュージカル「SIDE SHOW」(再演) 演出：板垣恭一 出演：貴城けい、樹里咲穂、下村尊則、吉原光夫、他
- ブロードウェイミュージカル「ビクター・ビクトリア」リチャード役 演出：浜畑賢吉 出演：貴城けい、岡幸二郎、葛山信吾他
- 石井雅登ソロコンサート2011
- 響人UNDER GROUND 第2回公演「お月さまへようこそ」アーティ役 演出：吉原光夫
- ブロードウェイミュージカルライブ2011
- かがわ文化芸術祭閉幕公演「恋するジュリエット」 ロミオ役(主演) 演出：西村和宏
- 華麗なるミュージカル音楽の世界・ガラコンサート2012 〜ヘンリーマンシーニ&ジュリーアンドリュース〜
- ヴィレッヂプロデュース「サイケデリック・ペイン」 演出：いのうえひでのり 出演：綾野剛、福士誠治、北乃きい、片瀬那奈、橋本じゅん、他
- ブロードウェイミュージカル「プロミセス・プロミセス」 演出：田尾下哲 出演：中川晃教、藤岡正明、大和悠河、岡田浩暉、他
- 東宝ミュージカル「マイ・フェア・レディ」 演出：G2 出演：寺脇康文、田谷涼成、霧矢大夢、真飛聖、他
- ホリプロ ミュージカル「スクルージ 〜クリスマス・キャロル〜」トム・ジェンキンス役  演出：井上尊晶 出演：市村正親、武田真治、他
- 劇団☆新感線 いのうえ歌舞伎春興行「蒼の乱」 演出：いのうえひでのり 出演：天海祐希、松山ケンイチ、平幹二朗、早乙女太一、他
- ホリプロ ミュージカル「メンフィス」 ペリー・コモ役 演出：エド・イスカンダル 出演：山本耕史、濱田めぐみ、ジェロ、他
- ネルケプランニング「サイケデリック・ペイン」演出：茅野イサム 出演：小越勇輝、桜田通、玉置成実、他
- 劇団スーパー・エキセントリック・シアター「恋の骨折り損」ファーディナンド王役 演出：八木橋修 出演：東山義久、石井雅登、大山真志、三森千愛、野田久美子、他
- 東宝ミュージカル「マイ・フェア・レディ」(再演)  演出：G2 出演：寺脇康文、田山涼成、霧矢大夢、真飛聖、他
- 梅田芸術劇場「スカーレット・ピンパーネル」 演出：ガブリエル・バリー 出演：石丸幹二、安蘭けい、石井一孝、平方元基、他
- ミュージカル座「Before After」 ベン役  演出：中本吉成 出演：石井雅登、池谷祐子
- ホリプロ ミュージカル「パレード」 演出：森新太郎 出演：石丸幹二、堀内敬子、岡本健一、武田真治、他
- 梅田芸術劇場「スカーレット・ピンパーネル」(再演) 演出：ガブリエル・バリー 出演：石丸幹二、安蘭けい、石井一孝、他
- 梅田芸術劇場「マタ・ハリ」 演出：石丸さちこ 出演：柚希礼音、加藤和樹、東啓介、他
- 東宝ミュージカル「マイ・フェア・レディ」(再々演) 演出：G2 出演：神田沙也加、朝夏まなと、別所哲也、寺脇康文、相島一之、他
- 第二回観音寺市民ミュージカル「星の王子さん」 演出：浜畑賢吉　出演：石井雅登(主演)、横岡沙季、他
- PARCO劇場「怪人と探偵」 演出：白井晃　出演：中川晃教、大原櫻子、加藤和樹、他
- avex「エルフ」 演出：児玉明子　出演：浜中文一、ブラザートム、一路真輝、他
- 第72回文化庁藝術祭参加作品「獅子吼」鹿内兵長役 演出：和田憲明 出演：井上一馬、南保大樹、石井雅登、他
- guild.q「Brave heart」東山譲役 演出：田中広喜 出演：沼尾みゆき、石井雅登、石原慎一、森田浩平、他
- 梅田芸術劇場「マタ・ハリ」(再演) 演出：石丸さちこ 出演：柚希礼音、愛希れいか、加藤和樹、東啓介、三浦涼介、他
- ホリプロ「ジャック・ザ・リッパー」演出：白井晃 出演：小野賢章、木村達成、堂珍嘉邦、松下優也、田代万里生、加藤和樹、他
- アトラス「BLUE RAIN」テオ・ルキペール役 演出：荻田浩一 出演：東山光明、大沢健、石井雅登、彩乃かなみ、池田有希子、今拓哉、他
- アトラス「あなたの初恋探します」(キム・ジョンウク探し)パク・ビョンソン役、キム・ジョンウク役 演出：豊田めぐみ 出演：佐奈宏紀、石井雅登、愛加あゆ、山口乃ノ加、平野良
- ミュージカル座「ひめゆり」檜山上等兵役 演出：梅沢明恵 出演：はいだしょうこ、木村花代、風間由次郎、石井雅登、阿部よしつぐ、他
- musical & talk collection 出演：東山光明、石井雅登、伊藤裕一、パク・ヨンス、ペク・ヒョンフン、チェ・ミヌ、他
- Amazing musical concert 出演：津田英佑、tekkan、沼尾みゆき他
- 明治座「チェーザレ」アルバロ役 演出：小山ゆうな　出演：中川晃教、横山だいすけ、別所哲也、岡幸二郎他
- ミュージカル座「東京ミュージカル」竹宮清/霧島登 役　演出：ハマナカトオル 出演：小林風花、宮下舞花、石井雅登、他
- シャンソニエ　蛙たち「パリ祭り」
- ホリプロ 「スウィーニー・トッド フリート街の悪魔の理髪師」 演出：宮本亜門 出演：市村正親、大竹しのぶ、武田信治、こがけん、糸川耀士郎、山﨑大輝、唯月ふうか、熊谷彩春、加藤諒、マルシア、他[1]
- TBS 「ヴェニスの商人」バルサザー役 演出:森新太郎 出演：草なぎ剛、野村周平、佐久間由衣、大鶴佐助、長井短、華優希、小澤竜心、石井雅登、冨永竜、青柳類人、大山真志、忍成修吾 他[2]
- salon nonadeca Story concert 第７回 聴く宗教音楽 オラトリオ 〜イタリア宗教音楽と歴史の旅情〜 出演：石井雅登、塩谷翔
- ワタナベエンタテインメント 「マスタークラス」道具係役 演出：森新太郎 出演：望海風斗、池松日佳瑠、林真悠美、有本康人、石井雅登、谷本喜基、岡田美優、中田翔真[3]
- TBS「Life Is Beautiful」演出：宮本亜門 出演：アダム・クーパー、伊礼彼方、篠原涼子、田代万里生、中尾ミエ、新妻聖子、氷川きよし、May J.、百田夏菜子(ももいろクローバーZ)、渡辺謙、他
- CAT「ワンダー3」演出：ウォーリー木下 出演：井上瑞稀(HiHi Jets)、平間壮一、永田崇人、松田るか、相葉裕樹、彩吹真央、中村まこと、成河、他
- 梅田芸術劇場「マタ・ハリ」(再々演) 演出：石丸さちこ 出演：柚希礼音、愛希れいか、加藤和樹、広瀬友祐、甲斐翔真、神尾佑、春風ひとみ、他

## テレビ出演
・NHK 「ジョン万次郎の夢」万次郎役(主演)
・テレビ朝日「関ジャニの仕分け∞2時間スペシャル」
・テレビ東京「THEカラオケ★バトル」

## 声優
- ゲーム声優 「カリギュラ」都丸理一役

## 歌唱指導
- 梅田芸術劇場「赤と黒」演出：ジャエイミー・アーミテージ 出演：三浦宏規、夢咲ねね、田村芽実、東山義久、東山光明、駒田一 他
- レプロエンタテインメント「A BETTER TOMORROW 男たちの挽歌」演出：鄭義信 出演：松倉海斗、川島如恵留、青柳翔、岡田義徳、尾上寛之、神保悟志 他